# 陸前赤崎駅
陸前赤崎駅（りくぜんあかさきえき）は、岩手県大船渡市赤崎町字大洞にある三陸鉄道リアス線の駅である。
駅の愛称は「貝塚めぐり」。駅周辺に貝塚が多く遺されていることに由来する。
臨時快速「リアス・シーライナー」の運行時は停車駅となっていた。

## 歴史

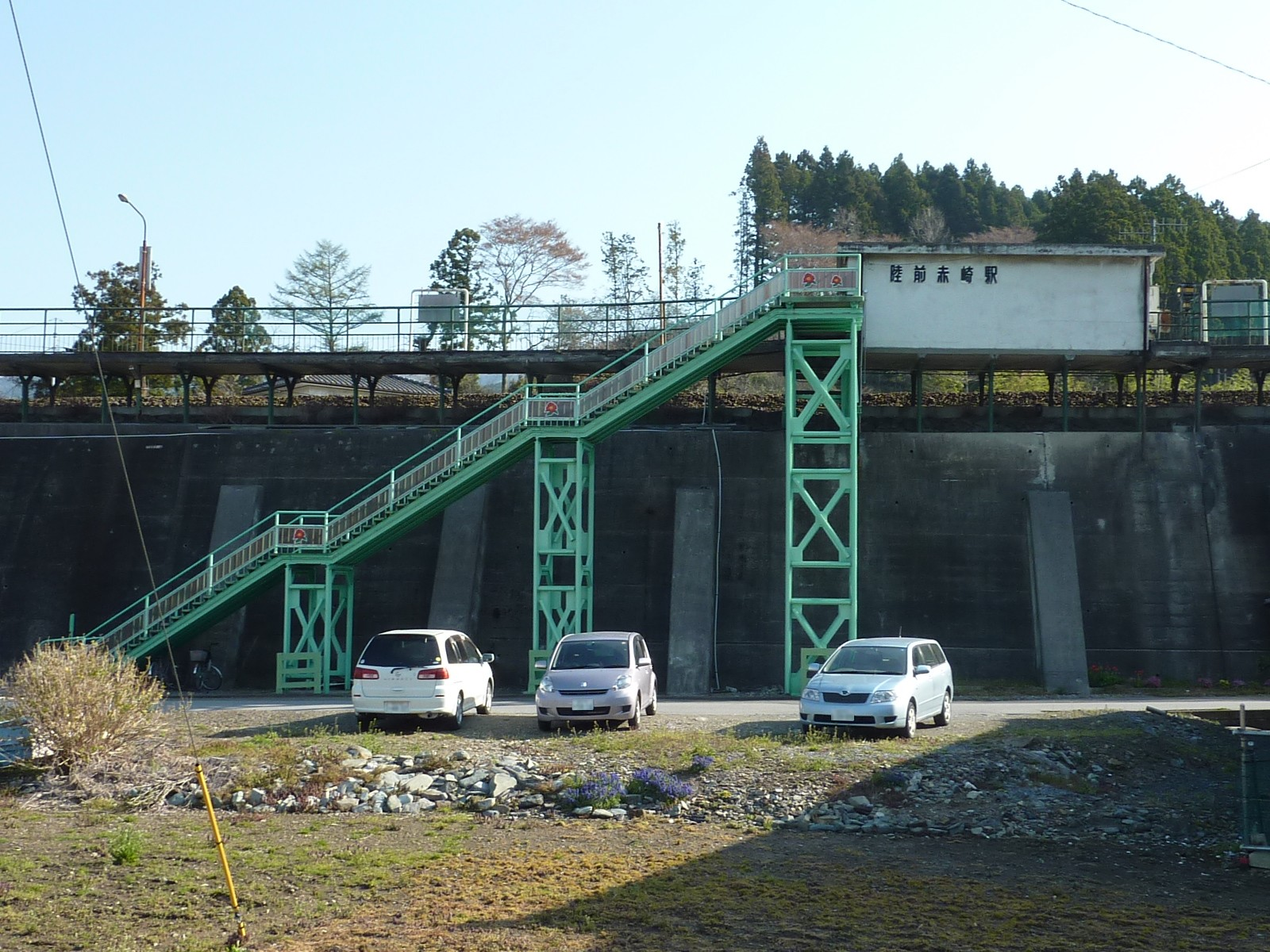
移設前の駅（2010年5月）

- 1970年（昭和45年）3月1日：日本国有鉄道盛線の駅として開業[1]。
- 1984年（昭和59年）4月1日：三陸鉄道に移管[1][3]。南リアス線の所属となる[3]。
- 2011年（平成23年）3月11日：東北地方太平洋沖地震（東日本大震災）により南リアス線全線運休。当駅は地震によりホームが陥没、擁壁が損傷し、駅付近の築堤も大きく陥没した[4]。
- 2013年（平成25年）4月3日：南リアス線盛 - 吉浜間復旧に伴い営業再開[5]。同時に従来より釜石寄りに100メートルほど移転した[2]。
- 2025年（令和7年）
  - 2月27日：大船渡市山林火災に伴い、運休。
  - 3月11日：運転再開。

## 駅構造
単式ホーム1面1線を有する地上駅で、無人駅である。佐野トンネルと綾里トンネルに挟まれた築堤上にあり、大船渡湾を一望する。

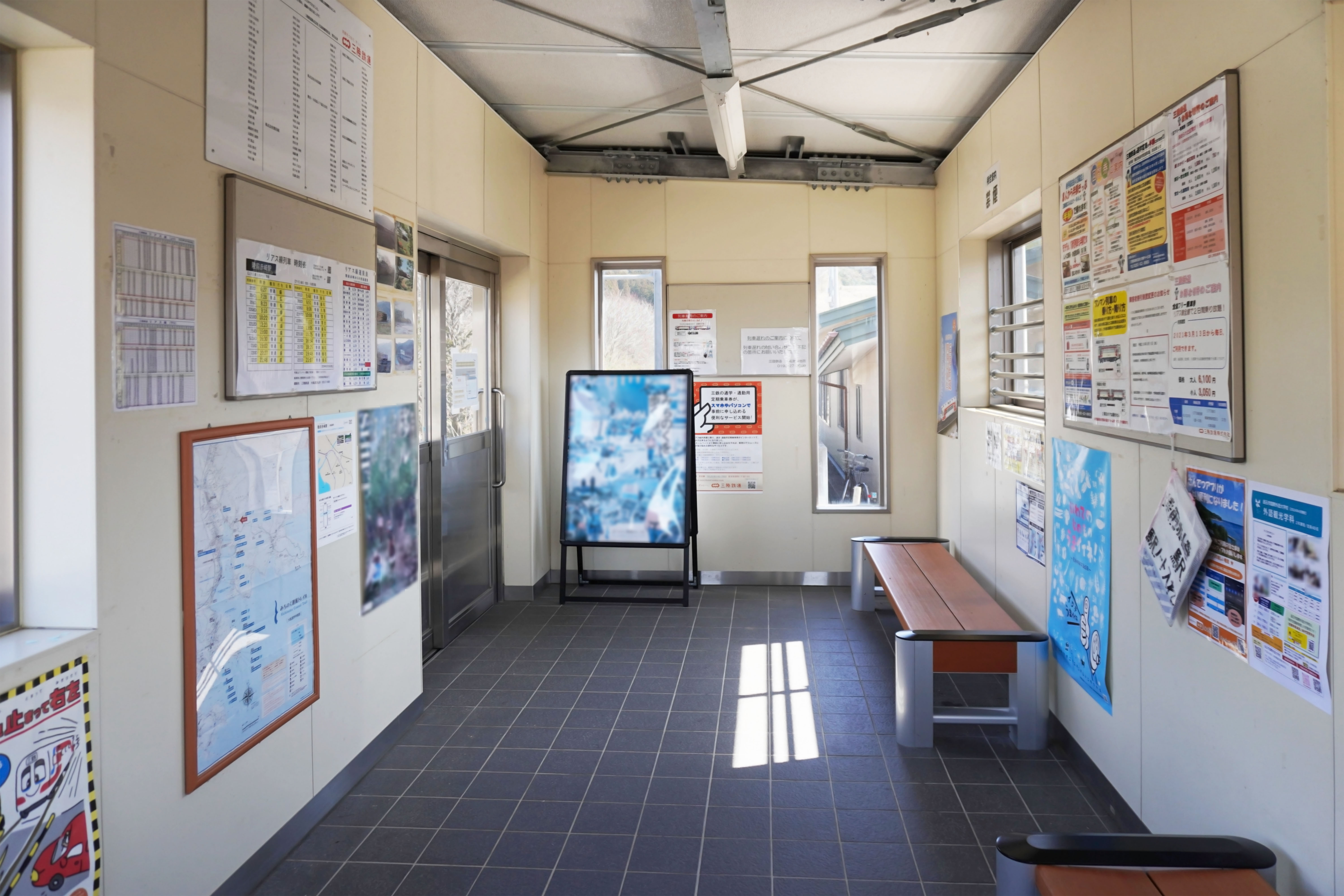
待合室（2024年3月）
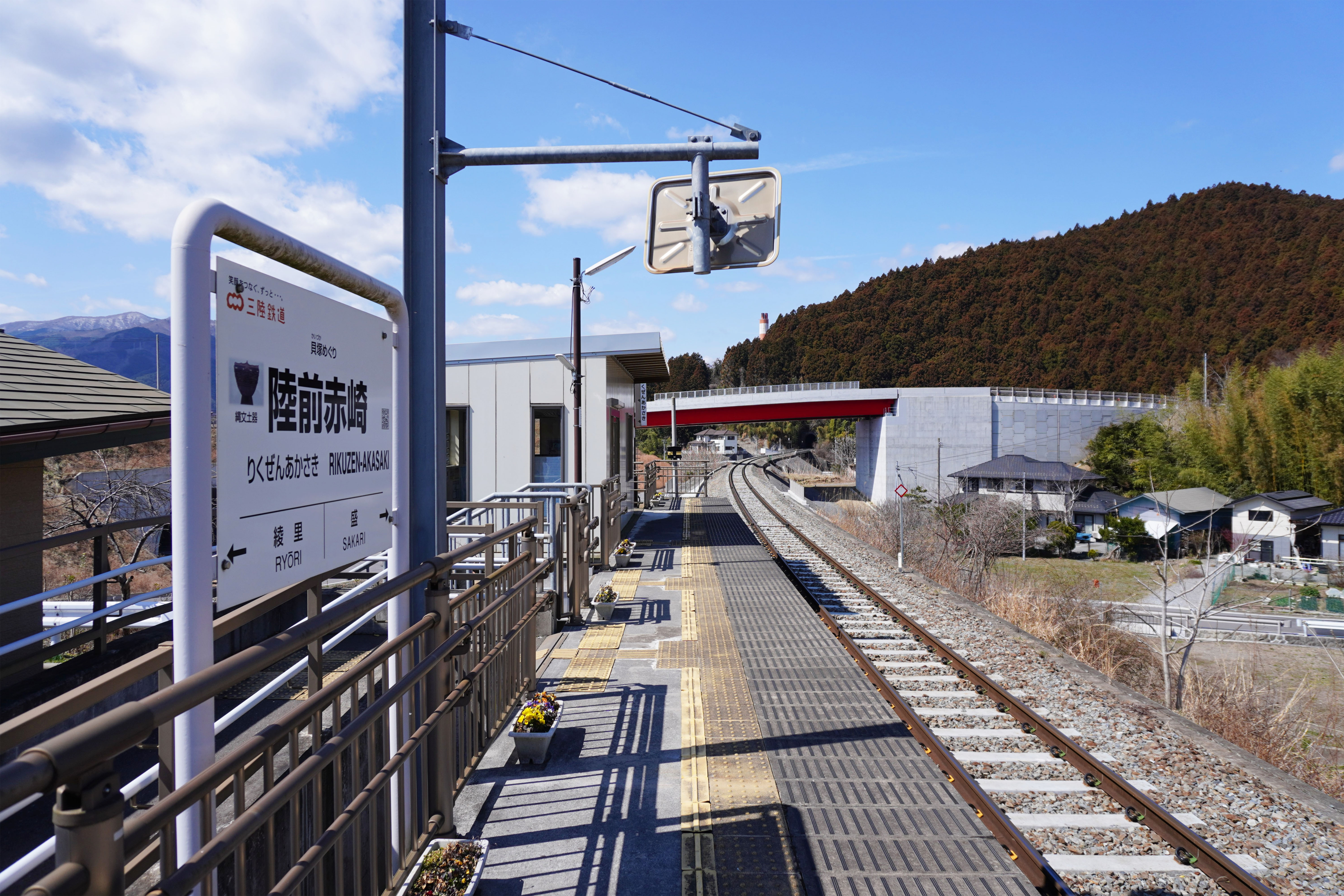
ホーム（2024年3月）

## 利用状況
「大船渡市統計書」によると、2023年度（令和5年度）の1日平均乗車人員は3人である。
2002年度（平成14年度）以降の推移は以下のとおりである。
| 乗車人員推移       | 乗車人員推移     | 乗車人員推移 |
| 年度               | 1日平均 乗車人員 | 出典         |
| ------------------ | ---------------- | ------------ |
| 2002年（平成14年） | 17               | [ 市 2 ]     |
| 2003年（平成15年） | 17               | [ 市 2 ]     |
| 2004年（平成16年） | 11               | [ 市 2 ]     |
| 2005年（平成17年） | 9                | [ 市 3 ]     |
| 2006年（平成18年） | 11               | [ 市 3 ]     |
| 2007年（平成19年） | 10               | [ 市 3 ]     |
| 2008年（平成20年） | 9                | [ 市 4 ]     |
| 2009年（平成21年） | 8                | [ 市 4 ]     |
| 2010年（平成22年） | 7                | [ 市 4 ]     |
| 2011年（平成23年） | 運休             |              |
| 2012年（平成24年） | 運休             |              |
| 2013年（平成25年） | 4                | [ 市 5 ]     |
| 2014年（平成26年） | 3                | [ 市 5 ]     |
| 2015年（平成27年） | 2                | [ 市 5 ]     |
| 2016年（平成28年） | 3                | [ 市 6 ]     |
| 2017年（平成29年） | 2                | [ 市 6 ]     |
| 2018年（平成30年） | 2                | [ 市 6 ]     |
| 2019年（令和元年） | 4                | [ 市 7 ]     |
| 2020年（令和02年） | 5                | [ 市 8 ]     |
| 2021年（令和03年） | 4                | [ 市 9 ]     |
| 2022年（令和04年） | 4                | [ 市 10 ]    |
| 2023年（令和05年） | 3                | [ 市 1 ]     |

## 駅周辺
移設した駅の前には広場が設けられ、駅裏手の高台は津波発生時の第一避難場所に指定されている。
- 大洞貝塚
- 大船渡市立赤崎小学校
- 県道9号大船渡綾里三陸線
- 太平洋セメント大船渡工場

## 隣の駅
三陸鉄道
■リアス線
盛駅 - 陸前赤崎駅 - 綾里駅

### 記事本文
1. 1 2 3  石野哲 編『停車場変遷大事典 国鉄・JR編』 II（初版）、JTB、1998年10月1日、487頁。ISBN 978-4-533-02980-6。
2. 1 2 3 4  “陸前赤崎駅 | 三陸鉄道”.   三陸鉄道. 2024年5月10日閲覧。
3. 1 2  「私鉄年表」『私鉄車両編成表 -全国版- '84年版』ジェー・アール・アール、1984年8月1日、141頁。
4. ↑  東北の鉄道震災復興誌編集委員会 編『よみがえれ！みちのくの鉄道 ～大震災からの復興の軌跡～』（pdf）国土交通省東北運輸局鉄道部、2012年9月、142-143頁。
5. ↑  「三陸鉄道南リアス線　盛～吉浜間の運行を再開します」（pdf）『広報大船渡』3月5日号、大船渡市、2013年3月5日、10頁。
6. ↑  避難場所一覧 - 大船渡市、2015年4月8日閲覧

### 利用状況
1. 1 2  「10.運輸・通信」『大船渡市統計書 令和6年版』（PDF）（レポート）大船渡市、2025年5月、41頁。2025年6月24日閲覧。
2. ↑  「10.運輸・通信」『大船渡市統計書 平成17年版』（PDF）（レポート）大船渡市、2006年3月、62頁。2025年6月24日閲覧。
3. ↑  「10.運輸・通信」『大船渡市統計書 平成20年版』（PDF）（レポート）大船渡市、2009年3月、58頁。2025年6月24日閲覧。
4. ↑  「10.運輸・通信」『大船渡市統計書 平成23年版』（PDF）（レポート）大船渡市、2012年8月、58頁。2025年6月24日閲覧。
5. ↑  「10.運輸・通信」『大船渡市統計書 平成28年版』（PDF）（レポート）大船渡市、2017年4月、43頁。2025年6月24日閲覧。
6. ↑  「10.運輸・通信」『大船渡市統計書 令和元年版』（PDF）（レポート）大船渡市、2020年7月、43頁。2025年6月24日閲覧。
7. ↑  「10.運輸・通信」『大船渡市統計書 令和2年版』（PDF）（レポート）大船渡市、2021年6月、43頁。2025年6月24日閲覧。
8. ↑  「10.運輸・通信」『大船渡市統計書 令和3年版』（PDF）（レポート）大船渡市、2022年7月、41頁。2025年6月24日閲覧。
9. ↑  「10.運輸・通信」『大船渡市統計書 令和4年版』（PDF）（レポート）大船渡市、2023年5月、41頁。2023年7月14日閲覧。
10. ↑  「10.運輸・通信」『大船渡市統計書 令和5年版』（PDF）（レポート）大船渡市、2024年4月、41頁。2025年6月24日閲覧。